# Acome micrantha
Acome micrantha  es una especie de arbusto  y el único miembro del género monotípico Acome, perteneciente a la familia Capparaceae. Es originaria de Madagascar.

## Taxonomía
Acome micrantha fue descrita por (Bojer) Baker y publicado en Journal of Botany, British and Foreign 20: 18. 1882
Basónimo
- Polanisia micrantha Bojer